# Josef Ambrož Gabriel
Josef Ambrož Gabriel (4. prosince 1820 Loučová – 8. července 1880 Bechyně) byl rakouský právník, spisovatel a politik české národnosti z Čech, v 60. a 70. letech 19. století poslanec Českého zemského sněmu a starosta Sušice.

## Biografie
Narodil se na statku v Loučové na národnostní hranici. Usedlost získal jeho dědeček roku 1789. Z otcovy strany byl potomkem německy mluvících králováckých sedláků ze Stachů, matčini předkové byli šumavští sklářští podnikatelé. Gabriel tak v sobě spojoval německou a českou národnost. Doma se zřejmě mluvilo německy, obyvatelé Loučové i dalších vesnic směrem do vnitrozemí však hovořili česky.
Josef Ambrož Gabriel v letech 1828–1832 absolvoval obecnou školu v Sušici. Roku 1832 nastoupil na gymnázium v Klatovech. Pak odešel do Prahy, kde roku 1837 začal studovat tehdy obvyklý přípravný ročník filozofie na Karlo-Ferdinandově univerzitě, po němž pokračoval studiem obojího práva. Roku 1847 získal titul doktora práv. Už během studií se účastnil společenského a literárního života vlastenců, psal a přednášel svá besední čtení a česky je časopisecky publikoval (například Slovo k divadelním ochotníkům v časopise Květy z roku 1845). Mezi jeho přátele patřili Josef Kajetán Tyl nebo Karel Havlíček Borovský.
Roku 1848 se přihlásil k pobytu v Praze. Veřejně se angažoval během revolučního roku 1848. 11. března 1848 se stal členem Svatováclavského výboru. Jako náhradník za nemocného Františka Augusta Braunera byl členem druhé české deputace do Vídně. Byl také sekretářem spolku Slovanská lípa. V Sušici založil jeho pobočku Slovanská lípa pod Svatoborem. Roku 1850 se stal starostou akademického řečnického spolku.
V roce 1850 se oženil s Marií Podlipskou (* 1830), sestrou lékaře a novináře dr. Josefa Podlipského. Byla tak příbuznou spisovatelek Sofie Podlipské a Karoliny Světlé. Oddávajícím byl vlastenecký kněz Josef Šmidinger, svědkem Karel Havlíček Borovský. Manželé byli přihlášeni k trvalému pobytu v Praze na Novém Městě, ve Vodičkově ulici čp. 736/II. Gabriel údajně odešel z Prahy a bydlel až do roku 1856 jako soukromník v Sušici. Po smrti svého otce v roce 1859 převzal správu statku v rodné Loučové. Z manželství se narodilo šest dětí, z nichž se dospělosti dožily tři dcery a syn.
Gabriel spoluzaložil Hospodářskou jednotu pro Písecko. Po obnovení ústavního systému vlády počátkem 60. let se zapojil i do politiky. V roce 1861 byl zvolen starostou Sušice. Na radnici zavedl české úřadování. Za jeho éry proběhla výstavba kanalizace, byla postavena nová tzv. Volšovská silnice do Červených Dvorců.
V zemských volbách roku 1861 byl zvolen na Český zemský sněm, kde zastupoval kurii venkovských obcí, obvod Sušice, Kašperské Hory. Uváděl se jako nezávislý český kandidát. Mandát zde obhájil ve volbách v lednu 1867 a volbách v březnu 1867.
V srpnu 1868 patřil mezi 81 signatářů státoprávní deklarace českých poslanců, v níž česká politická reprezentace odmítla centralistické směřování státu a hájila české státní právo. V rámci tehdejší české pasivní rezistence mandát přestal vykonávat a byl ho zbaven pro absenci v září 1868. Zvolen byl manifestačně znovu v září 1869. Uspěl rovněž v řádných zemských volbách roku 1870 a zemských volbách roku 1872. Pokračující česká pasivní rezistence vedla k dalšímu zbavení mandátu a následné manifestační opětovné volbě v doplňovacích volbách roku 1873. V dalších doplňovacích volbách roku 1874 se ovšem již mezi poslanci neuvádí.
Aby získal stálý příjem, usiloval o místo notáře. Opakovaně se však setkal s neúspěchem - toto místo nezískal v Sušici, Nýrsku, Prachaticích ani v Pacově. Až od jara 1876 působil jako notář v Bechyni. Názorově se profiloval jako liberál. Národní listy v nekrologu přičítají jeho vypuzení ze Sušice klerikální agitaci.
Byl i publicisticky a literárně činný. Spolupracoval na Riegrově slovníku naučném. Přispíval do Havlíčkova Šotka, do časopisů Lumír a Poutník od Otavy. Přeložil některé francouzské divadelní hry a povídky, překlady publikoval například v Lumíru nebo v Květech. V roce 1861 se podílel na pátém vydání Lomnického Naučení mladému hospodáři. Vydal Slovník francouzsko-český, Historický kalendář nebo Historicko-topografický popis okolí sušického.

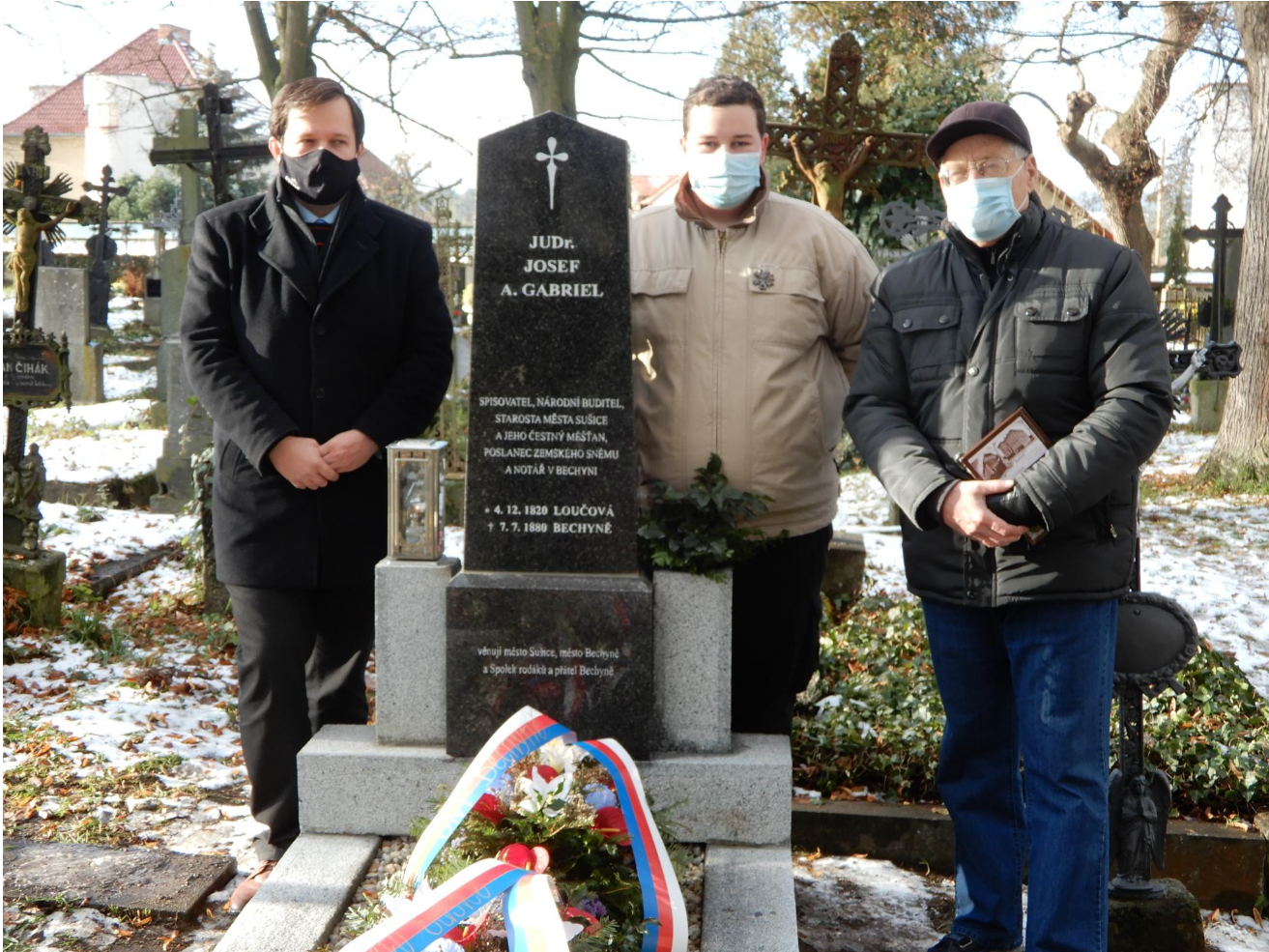
Slavnostní odhalení obnoveného pomníku Josefa Ambrože Gabriela v Bechyni 5. prosince 2020

Zemřel v červenci 1880. Jak napsal jeho ošetřující lékař Dr. Hynek Daniel: „Trudomyslnost a z ní vyplívající nepříčetnost, která ho ke kroku samovraždy oběšením svedla.“[rozpor]
V roce 2020 zorganizoval Jiří Bílek, Jan Lhoták, Spolek rodáků a přátel Bechyně, Město Bechyně a Město Sušice znovupostavení jeho pomníku na starém hřbitově u kostela sv. Michaela v Bechyni.

## Dílo
Josef Ambrož Gabriel publikoval pod svým, jménem nebo pod pseudonymy a šiframi: Ambrož, A. Jaroslav Sušický, Ambrož Šumavský, J. G. Loučovský, A. Šum, A.Š, iel.

### Knihy
- Jiřinky - Sbírka besedních čtení (vlastním nákladem, Praha, 1849)
- Hrad Kašperk, historicko-topografický nástin (vydala Kat. Jeřábková, Praha, 1857)
- Hrad Rábí, historicko-topografický nástin (vydala Kateřina Jeřábková, Praha, 1859)
- Počátek a postup Spolku lidumilného, roku 1814 v královském městě Sušici založeného (vydal Ant. Renna, Praha, 1861)
- Der königliche Wald Hwozd oder das Gebiet der königlichen Freibauern im Böhmerwalde (vydal Josef Ambrož, Praha, 1864)
- Slovník francouzsko-český. Sešit 1, A - Bigène (vydal I.L. Kober, Praha, 1866)
- Královské město Sušice a jeho okolí, aneb, Popis všech v okresu Sušickém ležících měst, městeček, vesnic, kostelů, hradů a tvrzí, všech zemských panství a statků (nákladem vlastním, Praha, 1868)
- Vodolenka, historicko-balneografický nástin lázní Vodolenských u Sušice (nákladem vlastním, Klatovy, 1872)
- Člowěk a knihy, přednášeno ponejprw w druhé podzimní besedě studentské dne 11. listopadu 1846 (kresba a typografická úprava Cyrila Boudy, vydal Emanuel Hladík, Praha, 1939)

### Překlady
- J. A. G. Jais: Krásné powjdky k wzdělánj rozumu a osslechtěnj srdce rozmilých djtek (vydal Martin B. Neureuter, Praha, 1840) Zobrazení exemplářů s možností jejich objednání
- A. Kotzebue: Veselohra u okna - fraška v jednom jednání (spolu se Strakonickým dudákem J. K. Tyla vydal Jaroslav Pospíšil, Praha)
- Učenec, činohra ve dvou jednáních (z francouzského podle Scribe a Morvela,vydal Jarosl. Pospíšil, Praha, 1862)9

### Časopisecky
Přispíval do řady časopisů, jako Česká včela, Květy, Lumír, Posel z Prahy, Poutník od Otavy, Památky archeologické, Šotek, Šumavan a dalších.